# Micheline Ostermeyer
Micheline Odette Mary Ostermeyer, po mężu Ghazarian, (ur. 23 grudnia 1922 w Rang-du-Fliers, zm. 18 października 2001 w Bois-Guillaume) – francuska lekkoatletka i pianistka.

## Kariera
W dzieciństwie Ostermeyer przeniosła się wraz z rodziną do Tunezji. Tutaj rozpoczęła naukę gry na fortepianie, którą kontynuowała w konserwatorium we Francji. Gdy wybuchła II wojna światowa Ostermeyer powróciła do Tunezji, gdzie tym razem odkryła swój talent do sportu. Uprawiała głównie koszykówkę i lekkoatletykę. Okazała się być bardzo utalentowaną i wszechstronną zawodniczką, zdobywając wiele tytułów mistrzyni Francji zarówno konkurencjach biegowych, jak i technicznych. Łącznie zdobyła we Francji 13 tytułów mistrzowskich w siedmiu różnych konkurencjach (biegi na 60 metrów i 80 metrów przez płotki, sztafeta 4 × 100 metrów, skok wzwyż, pchnięcie kulą, rzut dyskiem i pięciobój) oraz pobiła 19 rekordów kraju (1 w biegu na 80 m przez płotki, 1 w skoku wzwyż, 10 w pchnięciu kulą, 4 w rzucie dyskiem i 3 w pięcioboju). W tym samym czasie nie przerwała kariery muzycznej, wygrywając kilka konkursów pianistycznych.
Największe sukcesy odniosła podczas Igrzysk Olimpijskich w 1948 w Londynie. Zdobyła tam dwa złote medale w pchnięciu kulą i rzucie dyskiem oraz brązowy medal w skoku wzwyż. Więcej medali na tych Igrzyskach zdobyła jedynie Holenderka Fanny Blankers-Koen.
Ostermeyer zdobywała również medale mistrzostw Europy: w 1946 zdobyła srebrny medal w pchnięciu kulą, a w 1950 – dwa brązowe medale w biegu na 80 m przez płotki i w pchnięciu kulą. W 1950 r. wycofała się z czynnego uprawiania sportu, kontynuując jednak swoją karierę muzyczną.

## Rekordy życiowe
- skok wzwyż: 1,61 m (1946)[1]
- pchnięcie kulą: 13,79 m (1948)
- rzut dyskiem: 44,40 m (1950)